# Meža māte
Meža māte (lett.; dt. »Waldmutter«) ist in der lettischen Mythologie die personifizierte Mutter des Waldes, die in den Dainas häufig genannt wird. Sie ist eine freundliche Göttin, die die Jäger, Waldarbeiter und Hirten beschützt. Ihr zur Seite steht der Mežatēvs »Waldvater«.

## Medeinė
In der litauischen Mythologie ist die Waldgöttin Medeinė (zu lit. medis »Baum«) bekannt, die erstmals in der Wolhynischen Chronik (13. Jahrhundert) als Hasengöttin Měiděin (Мѣидѣин) erwähnt wird. Darin wird berichtet, dass der litauische Fürst Mindaugas, sobald er einen Hasen sah, nicht mehr wagte, den Wald zu betreten.